# Hasaguli, Gundlupet
Hasaguli là một làng thuộc tehsil Gundlupet, huyện Chamarajanagar, bang Karnataka, Ấn Độ.